# Музей дельтапланеризма
Музей дельтапланеризма (Музей свободного полёта) в Феодосии рассказывает о создании и становлении дельтапланеризма и представляет оригинальные модели.

## История
Феодосийский музей дельтапланеризма, единственный музей такого рода в странах СНГ. Музей открыт 12 мая 1990 года. Место его расположения было выбрано не случайно, потому что именно Феодосия является колыбелью отечественной авиации. В этом музее нет табличек «Экспонаты руками не трогать», зато на общее обозрение представлены реальные действующие дельтапланы и их модели. В 2012 году начато создание новой концепции музея — музея свободного полета. Экспозиция рассказывает о некоторых страницах истории планеризма, дельтапланеризма, парапланеризма, о роли Коктебеля и Горы Клементьева в становлении советского планеризма, в развитии авиационных видов спорта.
Директор музея дельтапланеризма с 1990 по 2003 год — Евгений Васильевич Белоусов. С 2003 года — Александр Романович Олещук. С 2012 года — Ольга Александровна Силевич.
В 2015 году музею присвоено имя Константина Арцеулова — русского и советского летчика, организатора Всесоюзных планерных слётов 20-30-х гг., талантливого художника-иллюстратора, внука И. К. Айвазовского.

## Экспозиция
Коллекция музея состоит из действующих экспонатов и макетов-моделей. В трех залах музея располагаются летательные аппараты разных периодов развития воздухоплавания и модели самолётов. В состав экспозиции также входят учебные летные тренажёры для обучения пилотов. Тут собрана и представлена интересная коллекция документов и фотографий, рассказывающих о развитии планерного спорта и дельтапланеризма.
Музей начал свою работу 12 апреля 2014 года.